# Behren-Lübchin
Behren-Lübchin ist eine Gemeinde im Landkreis Rostock in Mecklenburg-Vorpommern (Deutschland). Sie wird vom Amt Gnoien mit Sitz in der Stadt Gnoien verwaltet.

## Geografie
Die Gemeinde Behren-Lübchin liegt zwischen den Kleinstädten Bad Sülze und Gnoien, etwa 40 Kilometer östlich von Rostock. Nördlich an Behren-Lübchin grenzt der Landkreis Vorpommern-Rügen. Das Gemeindegebiet im Dreieck der Flüsse Trebel, Recknitz und Warbel ist leicht hügelig und erreicht maximal 37 m ü. NN. Im Gemeindegebiet in der Nähe des Ortsteiles Duckwitz liegt der Duckwitzer See.
Umgeben wird Behren-Lübchin von den Nachbargemeinden Lindholz im Norden, Deyelsdorf im Nordosten, Grammendorf im Osten, Dargun und Finkenthal im Südosten, Gnoien im Süden, Walkendorf im Südwesten, Nustrow im Westen sowie Grammow im Nordwesten.
Zu Behren-Lübchin gehören die Ortsteile Alt Quitzenow, Bäbelitz, Bobbin, Duckwitz, Friedrichshof, Groß Nieköhr (eingemeindet am 31. Dezember 1999), Klein Nieköhr, Neu Nieköhr, Neu Quitzenow, Samow, Viecheln und Wasdow.

## Geschichte

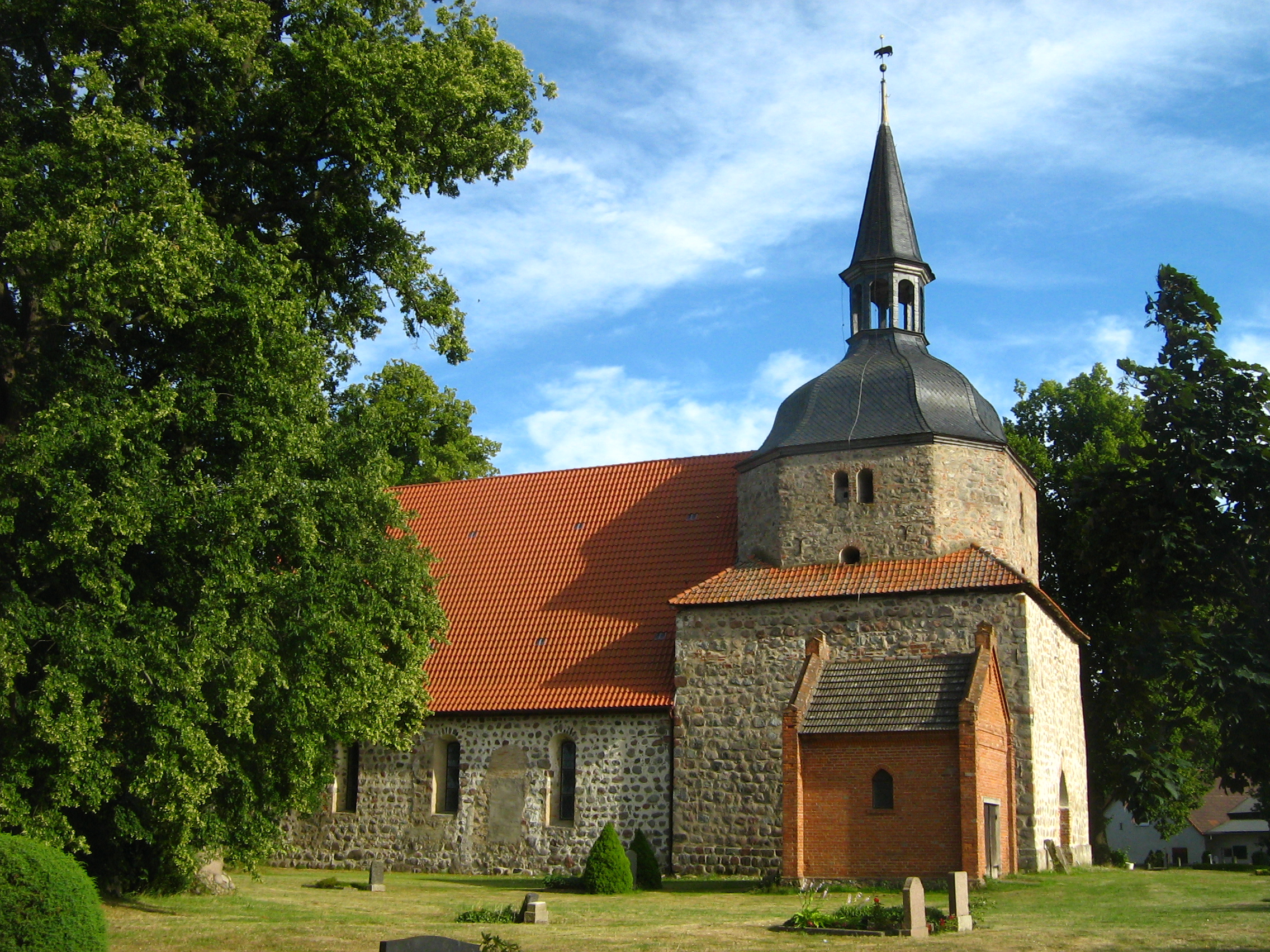
Kirche in Behren-Lübchin

Behren-Lübchin: Nahe beim Ort befand sich eine große slawische Burganlage der Zirzipanen. Sie wurde vermutlich um 1171 durch König Waldemar I. von Dänemark zerstört. Funde von dieser Befestigungsanlage wurden für das archäologische Freilichtmuseum Groß Raden verwendet. Die spätromanisch geprägte Dorfkirche Behren-Lübchin aus Feldsteinmauerwerk stammt aus dem 13. Jahrhundert, mit einem etwas späteren Turm.
Alt Quitzenow: 1345 erstmals urkundlich erwähnt, Gutshaus der Familie von Blücher (1838–1842 erbaut), mit Landschaftsgarten und zwei Wirtschaftsgebäuden, wohl um 1871. 1932 aufgesiedelt, nach 1945 Schule, nach 1990 privatisiert, derzeit Leerstand und Verfall. Empfohlen für ein Notsicherungsprogramm.
Bäbelitz: Die Ortschaft war ein altes Gutsdorf. Das alte Lehngut in Bäbelitz umfasste etwa eine Größe von 697 ha Land. Die langjährigen Gutsbesitzer stellte damals die alte mecklenburgische Adelsfamilie von Bülow. Die von Bülow`schen Erbtöchter hatten es zwischendurch an die über einen Neffen anverwandte Familie von Oertzen verpachtet. Letzte Eigentümer des Gutes Bäbelitz waren dann in Mitinhaberschaft Oberstleutnant Bodo von Bülow (1883–1939) und sein Bruder Oberst Ernst von Bülow (1887–1960).
Bobbin wurde 1282 als Babyn erstmals in einer Urkunde erwähnt. Der Name leitet sich von slawischen Wort Baba für Alte ab und bedeutet so etwa Ort der Alten. Die Friedhofskapelle entstand um 1800, das Gutshaus nach 1908.
Groß Nieköhr taucht 1448 erstmals in einer Urkunde als Nycore auf. Der Name kommt aus dem Slawischen und bedeutet etwa Ort des Nikur. Das Gutshaus stammt von um 1906.
Neu Nieköhr war ein Gutsdorf mit einem kleinen Gutshaus. Zwischen dem Ortsteil und der Gemarkung der Nachbargemeinde Walkendorf lag der slawische Burgwall Neu Nieköhr. Untersuchungen in den 1960er Jahren konnten hier Tonscherben aus mehreren Jahrhunderten durchgehender slawischer Besiedlung klassifizieren. Das Gutshaus stammt von um 1865.
Samow: Gut u. a. bis 1786 der Familien von Moltke, ab 1815 Wilhelm Boldt und ab 1901 bis 1945 sowie ab 1992 von Polier. Das Herrenhaus stammt urspr. von 1658; in seiner klassizistischen Form von 1810.
Viecheln: Von 1783 bis 1803 sowie von 1808 bis 1812 waren die von Hanneken Gutsbesitzer. In dieser Zeit, 1810, wurde in Viecheln der spätere Generalleutnant Hermann von Hanneken geboren. Nachzeitlich besaß die Familie von Bülow Gut Viecheln und vererbten es über eine Hochzeit an die Familie des Friedrich von Schuckmann, bis 1864, dann konnte es Georg Blohm (1801–1878) für seinen dritten Sohn, Wilhelm Eduard Blohm (1840–1915), erwerben. Sein jüngerer Bruder Hermann (1848–1930) war der Mitbegründer der Hamburger Schiffswerft Blohm + Voss. Nach den Plänen des Wismarer Architekten Heinrich Thormann ließ Wilhelm Eduard Blohm 1868–1870 das neue Herrenhaus errichten und bewirtschaftete das Gut bis zu seinem Tode. 1915 übernahm sein Sohn Georg Thomas Blohm das Gut und führte es erfolgreich weiter. Im Sommer 1944 verunglückte er schwer bei einem Reitunfall und verstarb kurze Zeit später. Im Zuge der Bodenreform wurde die Familie enteignet und aus der Heimat vertrieben. Die Familien-Grabstätte ist auf dem Friedhof der Kirchgemeinde Behren-Lübchin bis heute erhalten.
Wasdow: Die Burg Wasdow (Reste im Park) war zu Beginn im Besitz der Familie (von) Hobe, gesichert ab Hobe dem Schwarzen († 1379), Herr auf Wasdow. Die Familie besaß außer in Wasdow auch in den Nachbarorten Quitzenow, Groß- und Klein Methling Güter bis 1779. Die Güter Quitzenow, Bobbin und Wasdow kamen in die Hände der Familie Blücher. Wasdow musste 1895 an Carl Schmidt verkauft werden, die beiden anderen Güter blieben bis 1945 im Besitz der Familie von Blücher. Die Fachwerkkirche stammt von 1754 und hat einen späteren separaten, neugotischen Glockenstuhl. Das Gutshaus stammt von 1911 und war nach 1945 Wohn- und Kulturhaus mit Werkküche, Gaststätte und Kindergarten; ab 2002 Dorfgemeinschaftshaus.
Am 1. Januar 1951 wurden die bisher eigenständigen Gemeinden Babelitz und Viecheln eingegliedert. Am 5. September 2011 wurde Wasdow mit seinen Ortsteilen Alt Quitzenow, Bobbin, Friedrichshof und Neu Quitzenow nach Behren-Lübchin eingemeindet.

## Politik

### Gemeindevertretung und Bürgermeister
Der Gemeinderat besteht (inkl. Bürgermeister) aus 8 Mitgliedern. Die Wahl zum Gemeinderat am 26. Mai 2019 hatte folgende Ergebnisse:
| Partei/Bewerber             | Prozent | Sitze |
| --------------------------- | ------- | ----- |
| Wählergruppe Behren-Lübchin | 50,61   | 4     |
| Wählergruppe Wasdow         | 39,05   | 3     |
| CDU                         | 10,34   | 1     |

Bürgermeister der Gemeinde ist Birger Ziegler, er wurde mit 85,29 % der Stimmen gewählt.

## Sehenswürdigkeiten
- Feldsteinkirche Behren-Lübchin aus dem 13. Jahrhundert: spätromanisch geprägter Granitquaderbau mit einem Chor mit halbrunder, außen dreiseitiger Apsis. Der etwas spätere, quadratische Westturm mit achteckigem Obergeschoss hat eine geschwungene Haube mit Laterne (Welsche Haube). Reste der einstigen Außenbemalung sind erhalten. Die älteste Glocke stammt von 1435. Der Altaraufsatz von 1712 besteht aus einer geschnitzten Kreuzigungsgruppe vor einer gemalten Landschaft. Auf der Westempore steht eine Lütkemüller-Orgel von 1863.
- Klassizistische Friedhofskapelle in Bobbin.
- Dorfkirche in Wasdow: Fachwerkkirche von 1754 mit Backsteinausfachungen, dreiseitigem Chorabschluss und neugotischer massiver Westwand
- Burgruine Wasdow im Gutspark
- Gutshaus in Behren-Lübchin: Eingeschossiger Bau mit zweigeschossigem Zwerchgiebel von um 1920.
- Gutshaus in Alt Quitzenow: Zweigeschossiger Backsteinbau von 1842 mit klassizistischem Säulenvorbau.
- Gutshaus in Bobbin: Zweigeschossiger klassizistischer Putzbau von nach 1908 mit Mittelrisalit und Krüppelwalm.
- Gutshaus in Duckwitz: Zweigeschossiger Putzbau mit Walmdach von 1915.
- Gutshaus in Groß Nieköhr: Eingeschossiger Putzbau mit Zwerchgiebel von um 1906.
- Gutshaus in Klein Nieköhr: Eingeschossiger Putzbau mit Zwerchgiebel von um 1865.
- Gutshaus in Samow von 1658: In seiner klassizistischen Form um 1810 als zweigeschossiger Putzbau erneuert in einem großzügigen Landschaftspark, nach 1992 Umbau für Ferienwohnungen und Restaurant.
- Gutshaus in Viecheln von Georg Blohm für seinen Sohn Wilhelm Blohm nach Plänen Heinrich Thormann 1868 als zweigeschossiger Putzbau im Tudorstil errichtet.
- Gutshaus in Wasdow: Eingeschossiger Putzbau von 1911 mit Mansarddach und zweigeschossigem Zwerchgiebel.
- Slawenburg Behren-Lübchin

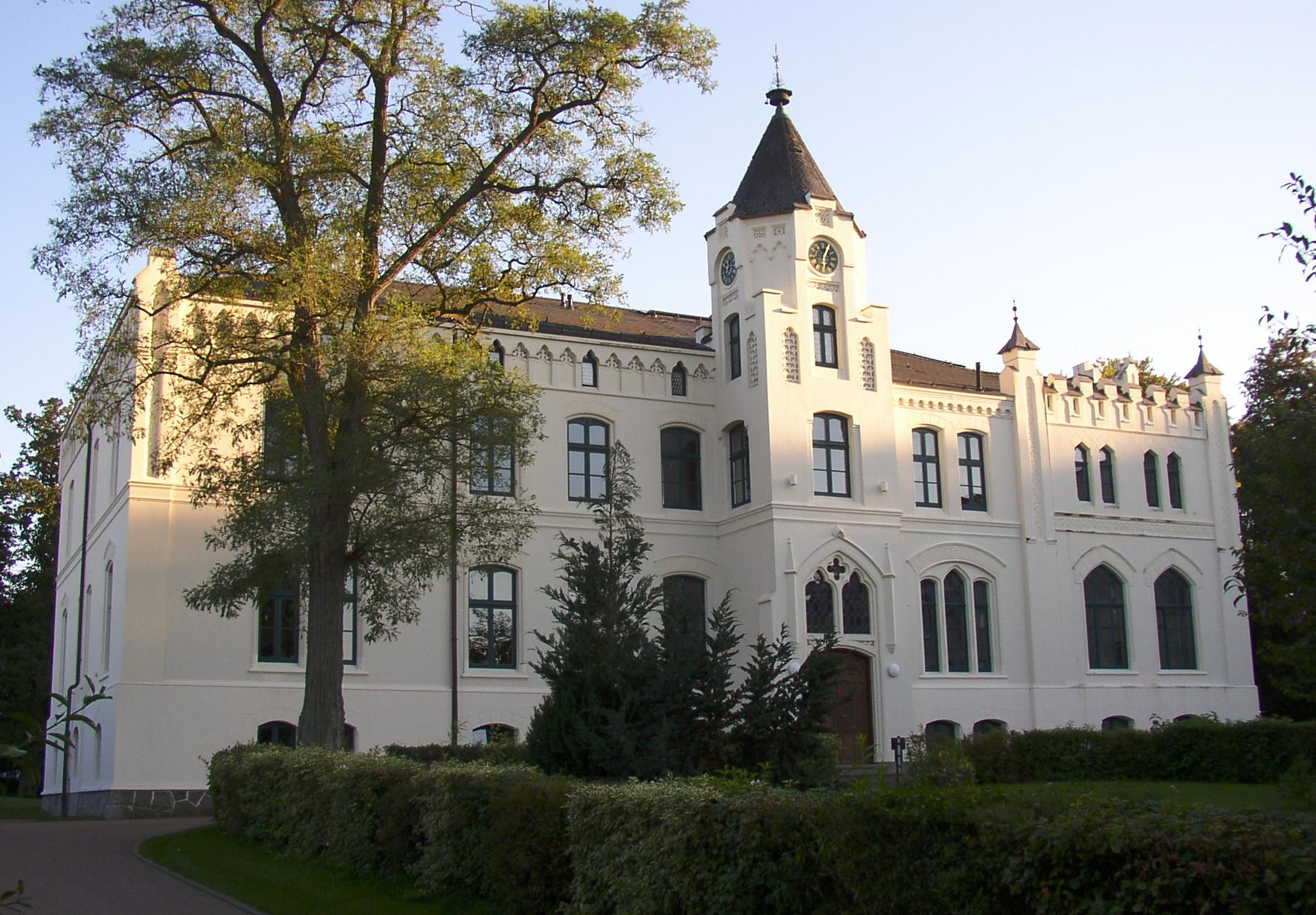
Gutshaus in Viecheln
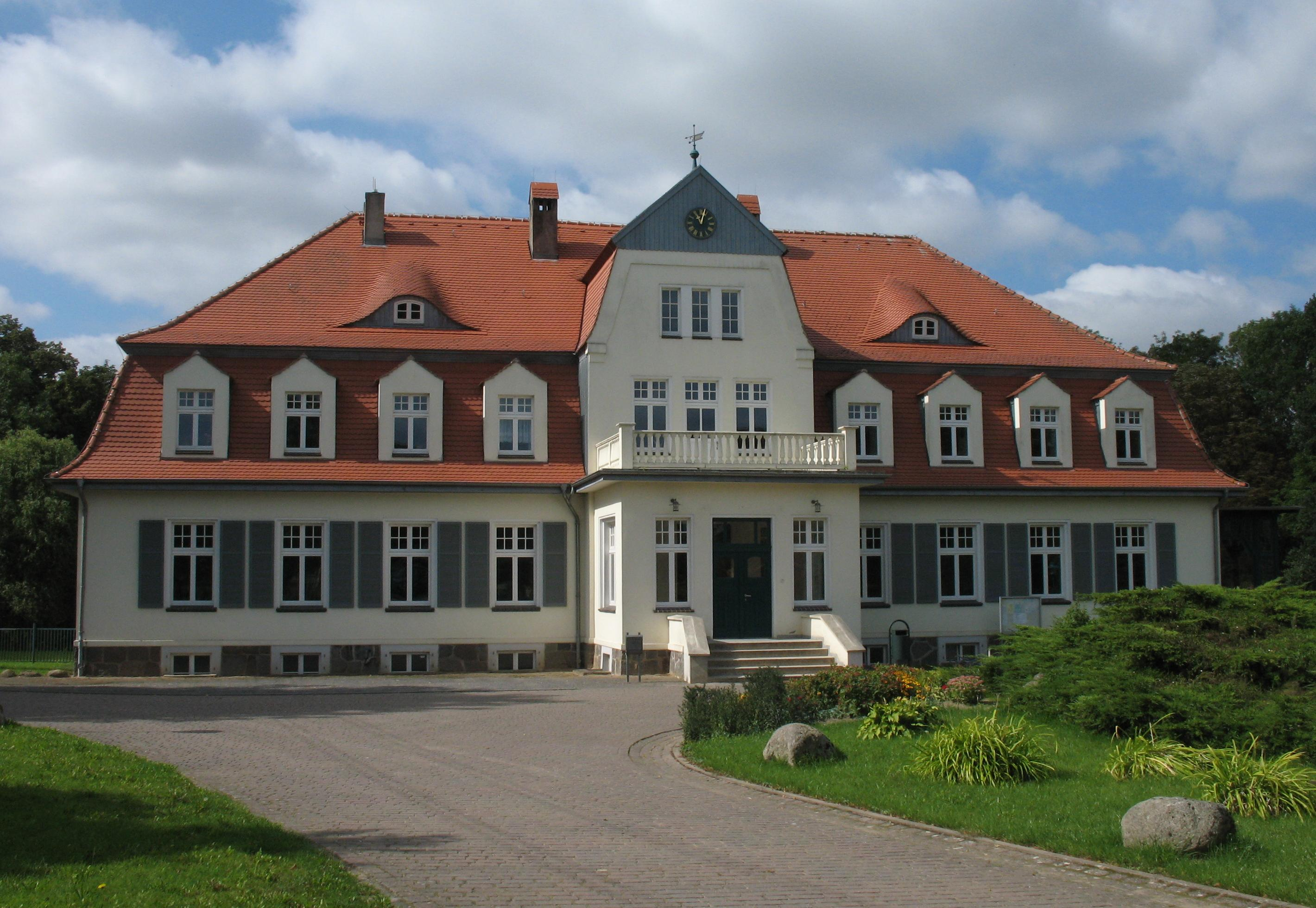
Gutshaus in Wasdow
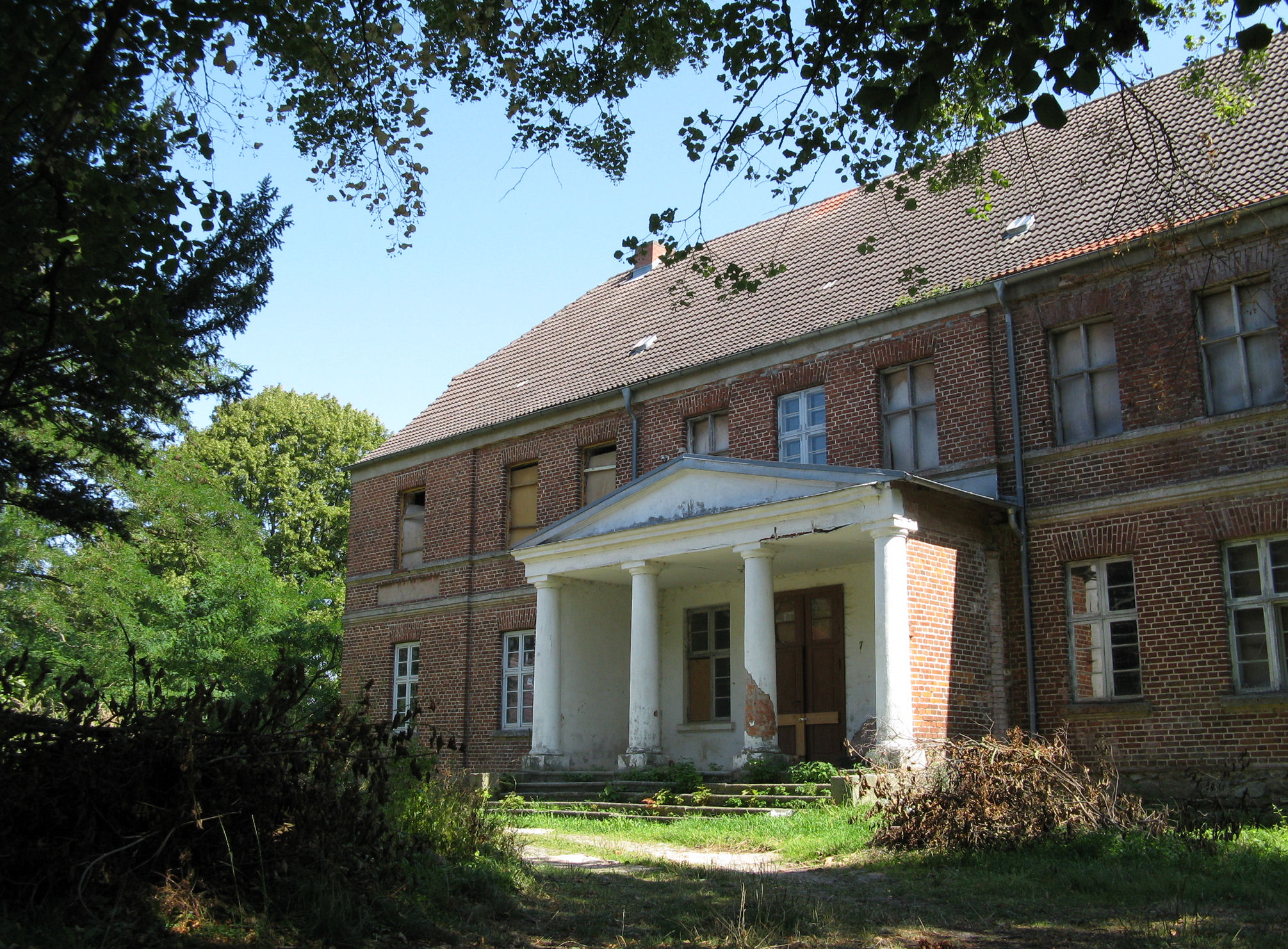
Gutshaus in Alt Quitzenow
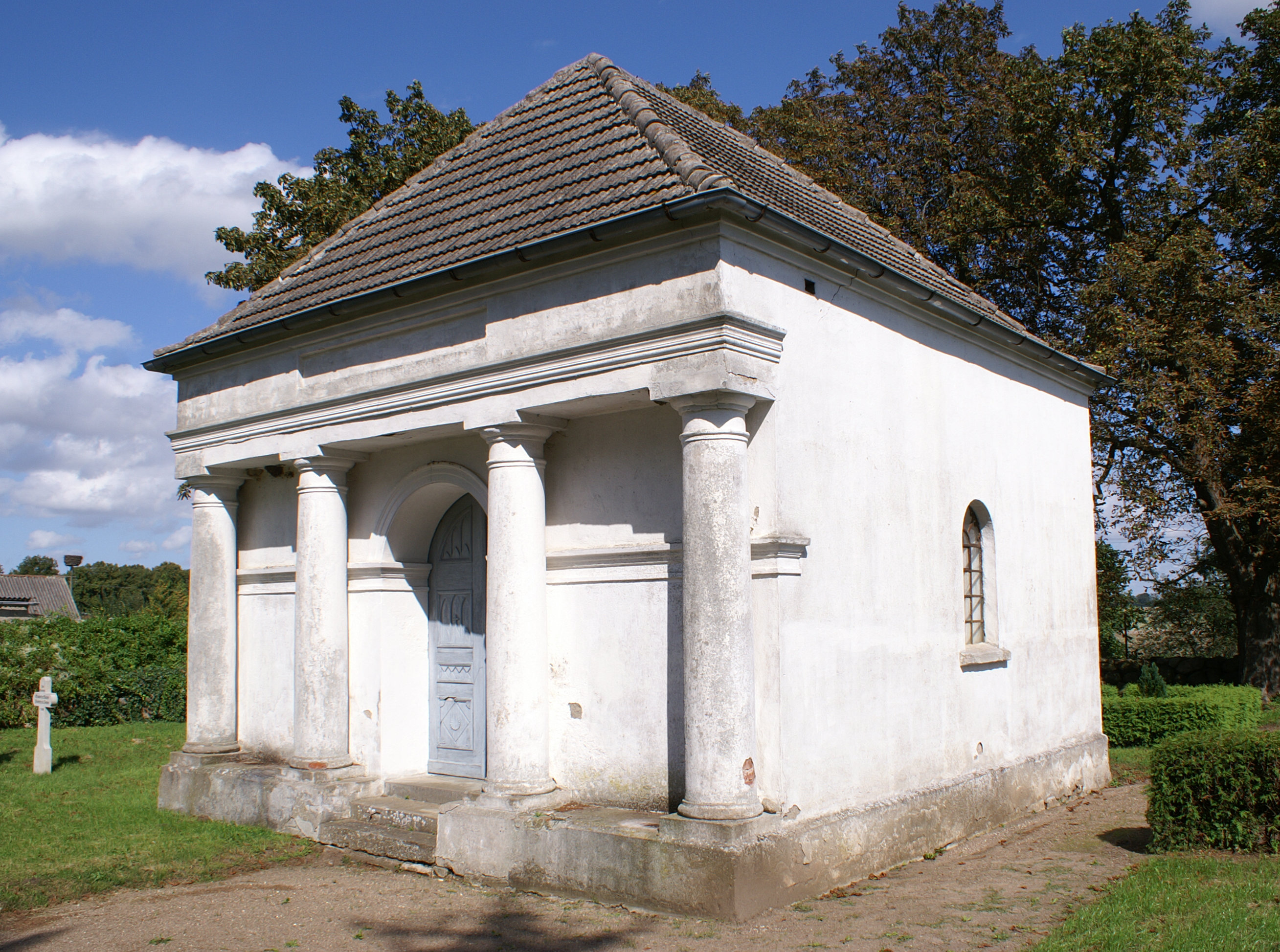
Friedhofskapelle in Bobbin
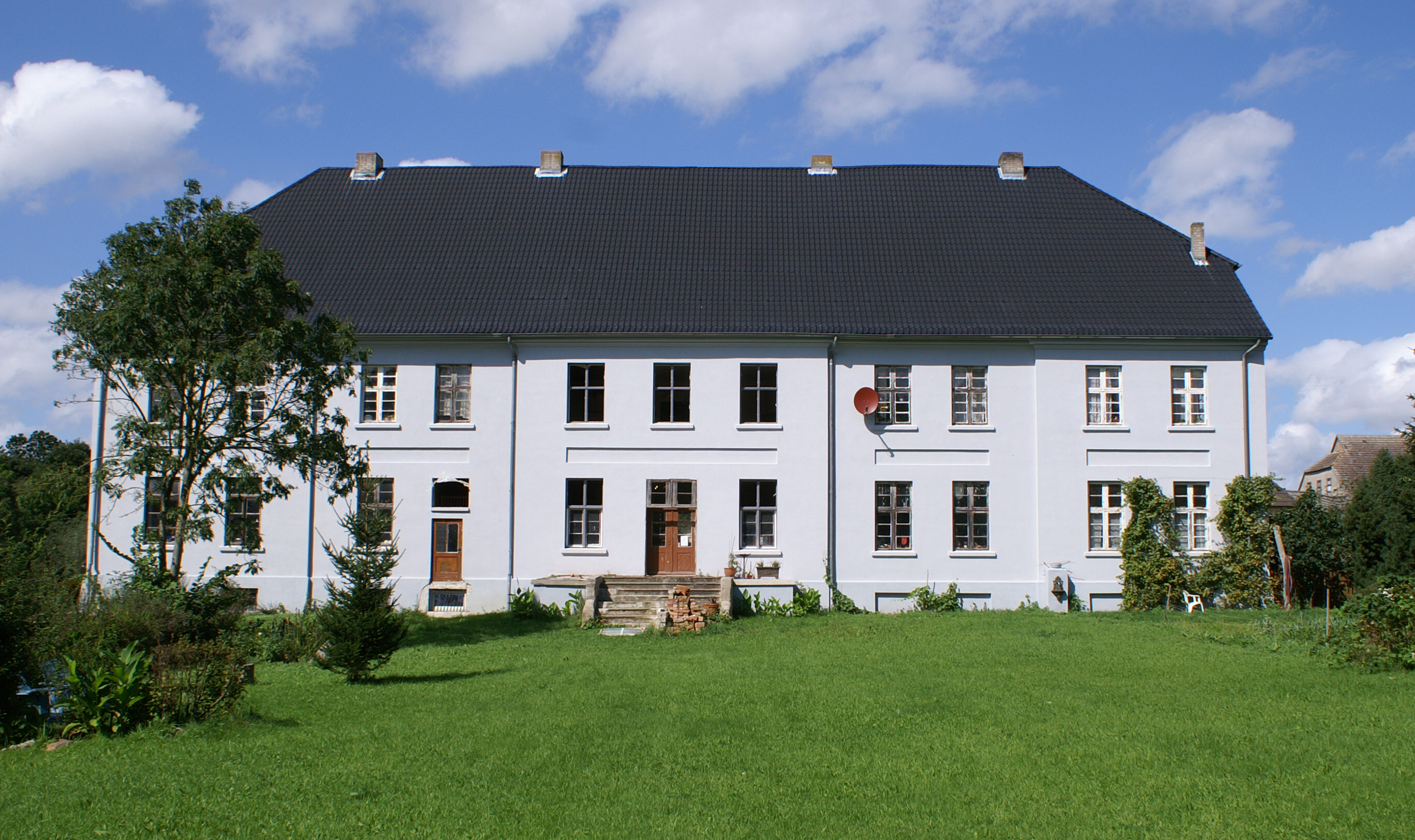
Gutshaus in Bobbin
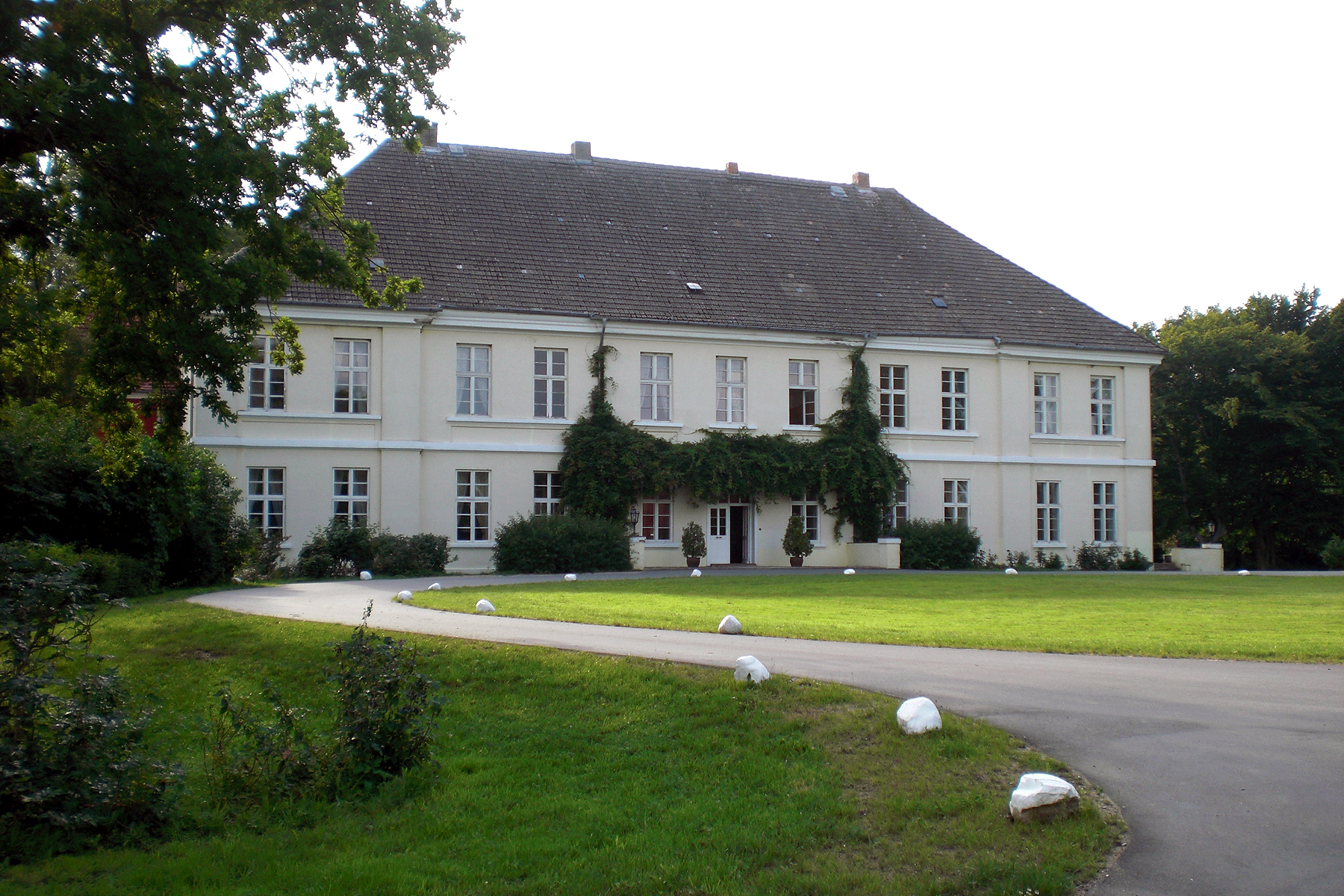
Gutshaus in Samow
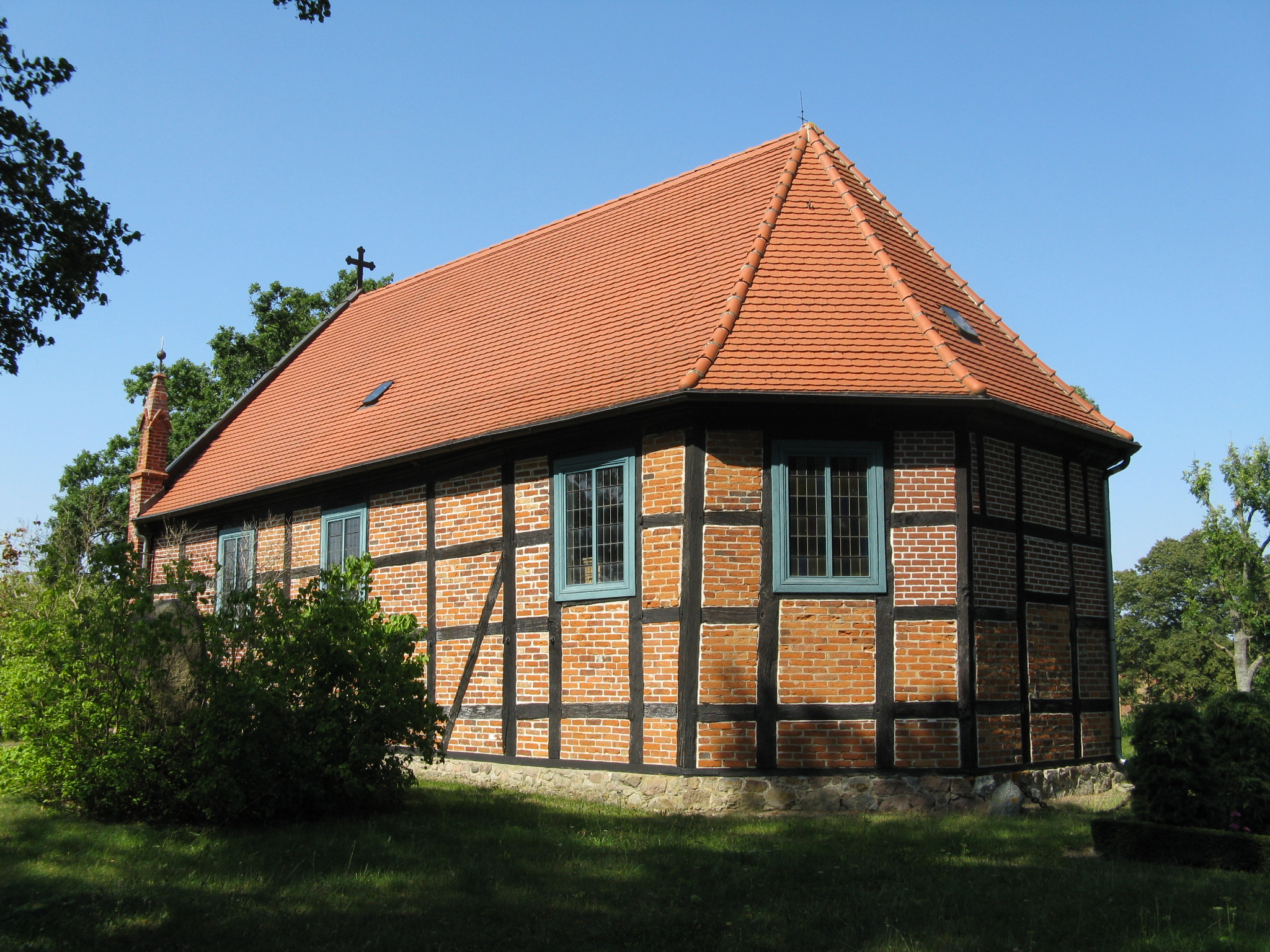
Dorfkirche in Wasdow
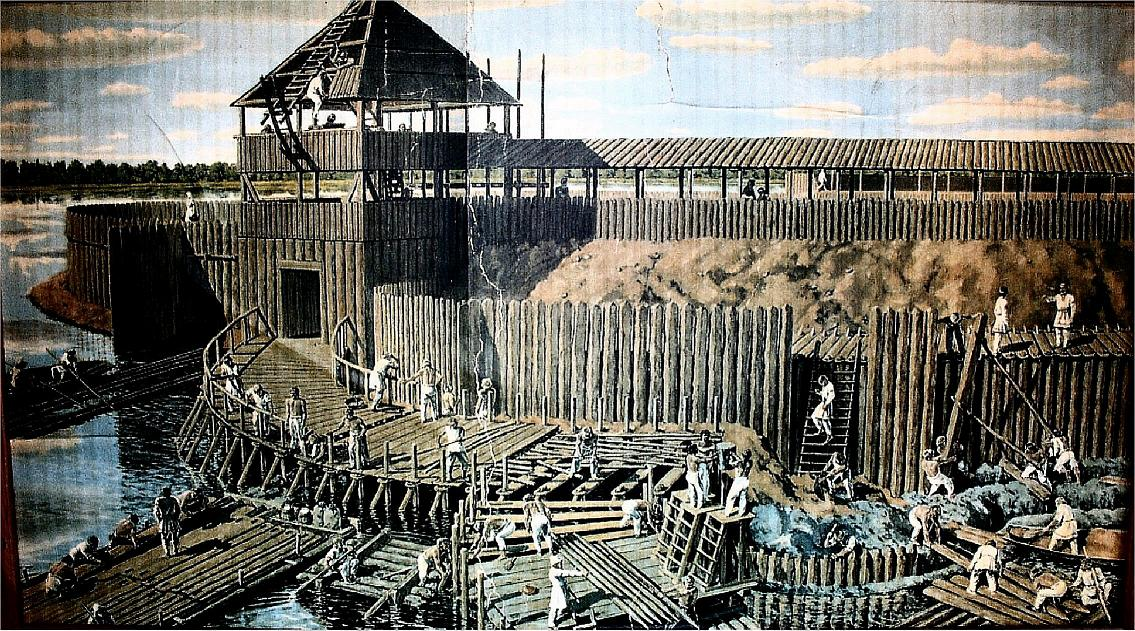
Burgwall Slawenburg Behren-Lübchin im Bau

## Verkehrsanbindung
Behren-Lübchin liegt an der Verbindungsstraße von Gnoien nach Bad Sülze. Diese Straße bildet den Autobahnzubringer für beide Städte (A 20, Anschlussstelle Bad Sülze). Die Ortsteile Duckwitz, Groß- und Klein Nieköhr liegen nahe oder direkt an der B 110 (Rostock–Demmin). In Tessin besteht Bahnanschluss nach Rostock.